# Elophila
Elophila é um gênero de mariposa pertencente à família Crambidae.